# Valčiansky potok
Valčiansky potok je potok v dolním Turci, v západní části okresu Martin. Je to levostranný přítok Turce, má délku 11,9 km a je vodním tokem IV. řádu. V Malé Fatře protéká přes Valčianskou dolinu, v její dolní části je rekreační oblast s chatami, lyžařskými vleky a napájí malou vodní nádrž.

## Pramen
Pramení v Malé Fatře, východně od kóty 1 115,7 m v hlavním hřebeni pohoří v nadmořské výšce cca 850 m n. m.

## Směr toku
Od pramene teče na krátkých úsecích nejprve na jihovýchod, pak na východ, po přibrání potoka Padva se stáčí jihovýchodním směrem a protéká Valčianskou dolinou. V dolní části doliny už pokračuje východojihovýchodním směrem, pod Valčou už teče k ústí východním směrem.

## Geomorfologické celky
- Malá Fatra, geomorfologický podcelek Lúčanská Malá Fatra, geomorfologická část Lúčanské Veterné hole
- Turčianska kotlina, geomorfologický podcelek Valčianska pahorkatina

## Přítoky
- pravostranné: přítok ze severního svahu Bludné hory (1095,8 m n. m.), přítok ze severovýchodního svahu Bludné hory, Bludný potok, Hnilický potok, Sloviansky potok
- levostranné: přítok pramenící jižně od sedla Majbíková (990 m n. m.), Padva, Zvadlivá 1,3 km ), Dva krátké přítoky z jižních svahů Zvadlivé (1061,4 m n. m.), Rovienky, přítok ze západního svahu Madáče (949,6 m n. m.) a občasný přítok z jihovýchodního svahu Madáče.

## Ústí
Do Turce se vlévá na okraji intravilánu obce Benice v nadmořské výšce přibližně 422 m n. m.

## Obce
- Valča
- Trnovo (potok tvoří zčásti jižní katastrální hranici)
- Benice